# HSV W427
HSV W427 – sportowy samochód osobowy typu muscle car produkowany przez australijską firmę HSV w latach 2008-2009. Oparty został na modelu GTS, zastosowano nowy silnik pochodzący od Chevroleta Corvetty Z06. Dostępny jako 4-drzwiowy sedan. Do napędu użyto silnika GM LS7 V8 o pojemności siedmiu litrów. Moc przenoszona była na oś tylną poprzez 6-biegową manualną skrzynię biegów. Wyprodukowano 137 egzemplarzy, wszystkie zostały sprzedane na terenie Australii i Nowej Zelandii.

## Dane techniczne

### Silnik
- GM LS7 V8 7,0 l (7011 cm³), 2 zawory na cylinder, OHV
- Układ zasilania: wtrysk EFi
- Średnica cylindra × skok tłoka: 104,80 mm × 101,60 mm
- Stopień sprężania: 11,0:1
- Moc maksymalna: 510 KM (375 kW) przy 6500 obr./min
- Maksymalny moment obrotowy: 640 N•m przy 5000 obr./min

### Osiągi
- Przyspieszenie 0-100 km/h: 4,7 s[2]
- Prędkość maksymalna: 273 km/h[3]